# Apiosporopsis saccardoana
Apiosporopsis saccardoana är en svampart som beskrevs av Mariani 1911. Apiosporopsis saccardoana ingår i släktet Apiosporopsis och familjen Melanconidaceae.   Inga underarter finns listade i Catalogue of Life.